# Phòng hồi sức
Một phòng chăm sóc sau gây mê, thường được viết tắt là PACU và đôi khi được gọi là phục hồi sau gây mê hoặc phòng hồi sức, là một phần quan trọng của bệnh viện, trung tâm chăm sóc xe cứu thương và các cơ sở y tế khác. Đây là một khu vực, thường được gắn liền với các phòng phẫu thuật, được thiết kế để chăm sóc cho bệnh nhân hồi phục sau gây mê toàn thân, gây tê vùng hoặc gây tê tại chỗ.

## Các hoạt động chung
Các trách nhiệm cơ bản của nhân viên PACU bao gồm:
- quản lý đường thở và quản lý oxy cho bệnh nhân đã được gây mê toàn thân
- theo dõi các dấu hiệu sinh tồn (nhịp tim, huyết áp, nhiệt độ và nhịp hô hấp)
- quản lý đau sau phẫu thuật
- điều trị buồn nôn và nôn sau phẫu thuật
- điều trị rùng mình sau phẫu thuật
- theo dõi các vị trí phẫu thuật cho chảy máu quá nhiều, chảy mủ, sưng, tụ máu, làm lành vết thương và nhiễm trùng

Chăm sóc chuyên sâu hơn có thể bao gồm:
- Chuẩn bị và giáo dục cho việc sử dụng các đơn vị giảm đau do bệnh nhân kiểm soát (PCA)
- Chuẩn bị, điều hành của tĩnh mạch, ngoài màng cứng, hoặc perineural truyền
- Theo dõi xâm lấn như đường động mạch, đường tĩnh mạch trung tâm và tâm thất

## Biến chứng sau phẫu thuật
Đôi khi, các biến chứng đe dọa tính mạng, chẳng hạn như co thắt thanh quản, ngừng hô hấp hoặc tăng thân nhiệt ác tính, có thể phát sinh sau khi gây mê. Bệnh nhân có thể được đặt nội khí quản do sốc phản vệ, phù phổi, tràn khí màng phổi hoặc tiếp xúc lâu dài với thuốc mê và ma túy. Trừ khi các biến chứng xảy ra, hầu hết bệnh nhân sẽ chỉ ở lại PACU trong vài giờ trước khi trở về nhà hoặc đến một khoa khác của bệnh viện. 